# Nemesi Marqués Oste
Nemesi Marqués y Oste (ur. 17 maja 1935 w Cabó) jest katolickim księdzem (święcenia kapłańskie w 1959) i proboszczem w Bellestar, wiosce liczącej 55 mieszkańców. W latach 1993–2012 był osobistym przedstawicielem w Andorze biskupa Seo de Urgel, który jest jednocześnie współksięciem Andory.